# Ideenmanagement
Das Ideenmanagement (englisch Idea Management) umfasst die Generierung, Sammlung und Auswahl geeigneter Ideen für Verbesserungen und Neuerungen. Ziel des Ideenmanagements ist die Mobilisierung von Leistungsreserven durch die Förderung eines kreativen Arbeitsklimas, um unter Einbeziehung aller Mitarbeiter die Wettbewerbsfähigkeit der Organisation zu stärken. Das Ideenmanagement ergänzt das Innovationsmanagement, bei dem in der Regel nur ein Teil der Belegschaft involviert ist.

## Geschichte
Der Begriff Ideenmanagement wurde 1975 von dem Österreicher Siegfried Spahl erstmals vorgestellt. Ihm schwebte ein System vor, „das sich der Nutzung aller Ideen-und Kreativitätsmethoden auf breiter Basis verschreibt und das alle Aktivitäten, die in einem Nahverhältnis oder in einer Wechselbeziehung zum Vorschlagswesen stehen, mit einschließt.“ Dazu zählte er unter anderem Wertanalyse, Zero Defects, Qualitätsförderung,  Muster,  Marken  und  Patente. Der Begriff wurde aber seit den 1990er Jahren zunächst nur als Synonym für das Betriebliche Vorschlagswesen (BVW) verwendet.
Inzwischen hat sich in der Fachliteratur und in der Unternehmenspraxis die Auffassung durchgesetzt, dass ein modernes Ideenmanagement das Betriebliche Vorschlagswesen mit dem Kontinuierlichen Verbesserungsprozess (KVP) kombiniert (Ideenmanagement = BVW + KVP). Ein zentrales Werkzeug bildet dabei der Ideenzirkel, eine organisierte und meist auch moderierte Kleingruppe, deren Mitglieder eine gemeinsame Erfahrungsgrundlage (bei Zugehörigkeit zu unterschiedlichen Hierarchieebenen) aufweisen; daneben treten zunehmend auch spielerische Elemente und Formen eines Community-basierten Ideenmanagement mit Votings.

## Definition
Ideenmanagement ist ein Oberbegriff für partizipative (mitarbeitereinbeziehende) Optimierungssysteme, die das Ziel haben, das Ideenpotential aller Mitarbeiter (nicht nur das der Manager und Experten) in einer Organisation zu nutzen, um deren Wettbewerbsfähigkeit zu stärken. In der Praxis verwendete Begriffe für diese beiden sich ergänzenden Systeme sind unter anderem:
- Betriebliches Vorschlagswesen (BVW) mit spontaner Ideenfindung und einem bestimmten Bearbeitungsablauf (z. B. zentrale, dezentrale, teildezentrale Bearbeitung)

- Kontinuierlicher Verbesserungsprozess (KVP) mit gelenkter Ideenfindung in moderierten Gruppen

## Weiterentwicklung des Ideenmanagements
Richtig eingesetzt ist das Ideenmanagement gleichermaßen ein Mittel zur Innovationsförderung, Kostenersparnis und Mitarbeitermotivation. Zudem kann Ideenmanagement zu einer offenen, von Vertrauen geprägten Unternehmenskultur beitragen. Eines der bleibenden zentralen Ziele ist die Verbesserung der Wettbewerbsfähigkeit, wozu auch nachweisbare Einsparungen gehören. Ideenmanagement besteht mindestens aus den beiden mitarbeitereinbeziehenden Optimierungssystemen BVW und KVP.
Zukünftige Modelle des BVW können ergänzend zur zentralen, dezentralen oder semizentralen Abwicklung auch Team-, Auktions-, Markt- oder Wikimodelle sein. Diese Modelle können die Kreativität aller Mitarbeiter, z. B. von  High-Potentials, Kunden und Lieferanten besser in das Ideenmanagement einbeziehen.
In der Erweiterung zum Wissensmanagement kann auch das Fortbildungswesen integriert werden. In der modernen Interpretation hat das Ideenmanagement auch den Anspruch, ein Personalentwicklungstool zu sein. Hierüber kann u. a. auch die Kompetenz von Mitarbeitern entwickelt werden (Kompetenzmanagement). Ideenmanagement in Kombination mit Werkzeugen aus dem Human Resources Bereich erweitern die Möglichkeiten zur Unternehmensentwicklung. Der Mitarbeiter erhält dadurch die Option, sich weiter zu qualifizieren.
Damit Ideen einen schnellen Weg in die Organisation finden, ist eine unkomplizierte Eingabe in eine Ideenmanagement-Datenbank notwendig. Mit so genannten Kioskterminals kann dies auch Mitarbeitern ohne eigenen Computerarbeitsplatz ermöglicht werden.
Neue Ideen können auch von Kunden stammen, sodass auch eine Kombination mit dem Beschwerde- und Feedbackmanagement denkbar ist.